# Iyseden Christie
Iyseden Christie (født 14. november 1976 i Coventry) er en engelsk fodboldspiller, der spiller for Halesowen Town i Northern Premier League Division One South, hvori han spiller som angriber. Han har i løbet af sin karriere spillet i en række klubber, deriblandt Kidderminster Harriers, Rochdale, Stevenage Borough, Tamworth og Nuneaton Town, hvortil han var på lån.